# Kana (pismo)
Kana je zajednički naziv za japansko slogovno pismo koji se sastoji iz hiragane (ひらがな), katakane (カタカナ) ali i manjogane koja se smatra pretečom oba pisma.
Osim ovih pisma Japanci koriste kanđi (漢字) kineske karaktere i romađi ローマ字 koji predstavlja japansku verziju latiničnog pisma.

## O pismu
Kana je najučestaliji naziv za brojne slogovne sisteme pisanja razvijenih u Japanu a koje su zasnovane na kineskim karakterima (kanđi), korišćene za izražavanje zvukova japanskog jezika, pre nego značenja pojedinačnih reči, (etimološki, kana proističe od kari „privremeno, nezvanično, neuobičajeno“ zajedno sa na „ime “ ili „zapis“, izraz osećaja da je korišćenje kineskih karaktera ne za njihovo značenje već za njihov izgovor „neuobičajeno“. Reč karina ili kana je prvo korišćena u suprotnosti sa rečju mana „stvarno ili odgovarajuće pisanje“, gde se potonji odnosi na kineske karaktere korišćene kao jedinica značenja.)

Pošto kana može izraziti sve glasove japanskog jezika, on može biti u potpunosti ispisan kanom. Ipak, uobičajeno je koristiti mešavinu kineskih karaktera i kane; kineski karakteri se koriste za izražavanje značenja većine reči (čije se značenje može zaključiti) dok se kanom pišu prevojni završeci, rečce i pojedine reči koje su zvanično određene da se ne pišu karakterima. Dve grupe kane se koriste danas u japanskom sistemu pisanja: hiragana, nakošena forma (koja se najčešće koristi za domaće reči i reči kineskog porekla koje se ne pišu karakterima) i katakana, koja nije nakošena; potonje se može koristiti umesto hiragane, ali se najčešće koristi za pisanje pozajmljenica iz evropskih jezika. I katakana i hiragana vode poreklo od ranije grupe kana pisma poznatije kao man’joogana, gde hiragana posebno proističe iz nakošene forme man’jogane poznate kao soogana.

## Manjogana
Manjogana ili Man’joogana (koja se smatra prvom kanom) je grupa nepromenjenih kineskih karaktera koji su se nekada koristili kao fonetski simboli za izražavanje japanskih slogova. Kako sam naziv govori, man’joogana (man’joo+kana), je bio sistem pisma korišćen u Manjošu (Man'yōshū (万葉集), zbirci iz 8. veka koja sadrži poeziju od 5. veka do 759. godine. Većina pokušaja da se ispiše japanski pre Heian perioda (794—1185.) pada u kategoriju man’joogane. Nadalje man’joogana daje podstrek drugim formama kane.

Man’joogana se razlikuje od trenutno korišćenih kana sistema u bar tri bitna polja. Prvo, ne postoji odnos jedan za jedan između slogova i karaktera. U japanskom 8. veka postojalo je 87 slogovnih vrsta (88 u jeziku Kođikija), ali je korišćeno preko 970 kineskih karaktera da bi se oni ispisali. Na primer, preko 40 kineskih karaktera je korišćeno na smenu da bi se napisao slog ši, a 32 za ka.
Drugo, kineski karakteri su korišćeni kako su napisani i na samom kineskom, bez promena ili pojednostavljivanja. Zbog toga, tekst ispisan man’jooganom nalikuje onom napisanom na kineskom; ipak, zato što su mnoga slova korišćena samo zbog njihovog izgovora, a ne zbog njihovog značenja, i zato što je predstavljeni jezik japanski, najverovatnije je da bi tekst bio nerazumljiv govorniku kineskog jezika.
Treće, tipovi izgovora karaktera predstavljenih u man’joogani su raznovrsniji nego u hiragani i katakani, uključujući i on i kun čitanja karaktera, kao i vrstu čitanja poznatog kao gišo (doslovno, „razigrano pismo“).

## On i kun čitanje
On čitanje je japanizirana verzija kineskog izgovora karaktera. Na primer, kineski karakter 阿, koji znači planinski lanac, izgovarao se kao ʔa u rastućem tonu i Srednjem kineskom- jezikom Ćang’ana, oko 600. godine. Japanci su koristili ovaj karakter za predstavljanje sloga [a] na japanskom. Kineski karakter 安, koji označava mir ili spokoj, izgovarao se kao ʔan sa ravnim tonom na Srednjem kineskom; takođe je počeo da se koristi za označavanje japanskog sloga [a], odsecajući n na kraju. Ovo su dva od sedam ili osam kineskih karaktera korišćenih za slog [a].

Kun čitanje je izgovor japanskih reči sa istim značenjem kao i kod kineskih karaktera. Na primer, kineski karakter 吾, sa značenjem „Ja“ izgovarao se kao ŋo sa ravnim tonom na Srednjem kineskom. Osmovekovna reč za „Ja“ je bila a. Karakteru je dodeljen potonji izgovor kroz man'jooganu, tako da je i on bio korišćen za predstavljanje sloga [a]. Kao još jedan primer možemo navesti i karakter 足, sa značenjem „stopalo“ izgovarao se tsiok sa prekinutim tonom na Srednjem kineskom. Japanska reč iz osmog veka za „stopalo“ imala je dva oblika, vezanu formu a-, i slobodnu aši. Kineski karakter za „stopalo“ imao je takođe korišćen za pisanje sloga [a] u japanskom jeziku.

Gišo ili razigrano pismo uključuje, između ostalog, onomatopeju. Jedan primer bila bi kombinacija od dva karaktera 蜂音. Prvi karakter, 蜂, znači „pčela“ ili „osica“ i izgovarao se kao phöuŋ sa ravnim tonom u Srednjem kineskom; Drugi karakter, 音, izgovarao se kao ʔiəm (ravan ton), sa značenjem zvuk. Zvuk zujanja pčela se po svemu sudeći predstavljao kao bu u japanskom 8. veka, i ova dva karaktera u paru su se koristila za pisanje japanskog sloga [bu]. Slično, 牛鳴, „mukanje krava“, predstavljalo je slog [mu] a 馬鳴, „njikanje konja“, predstavljalo je slog [i].

Od tri varijante čitanja upravo navedene, on čitanje se najviše koristi, dok je gišo čitanje naređe korišćeno. Po ovim karakteristikama kvalifikovanja vidimo očigledno naslućivanje kasnijih trendova. Moderni kana sistemi se gotovo u potpunosti sastoje od on čitanja kineskih karaktera od kojih potiču.

## Soogana
Soogana se sastoji od kineskih karaktera man'joogana sistema napisanih soo nakošenim stilom. Tri razlike između moderne kane (hiragana i katakana) i soogane su:

(1) u soogani, kao i u man'joogani, nema jedan za jedan slaganja između slogova i karaktera jer broj potonjih prevazilazi broj pređašnjih;

(2) Kineski karakteri se koriste u njihovoj potpunoj nakošenoj formi, a ne u stilizovanoj, manje nakošenoj formi poput one koja se povezuje sa hiraganom;

(3) Kun, kao i on čitanje se odražavaju u izgovoru. Ono što karakteriše sooganu je njena nakošena ili soo forma, i ona je prelazni stepen pojednostavljivanja između potpuno uobičajene ili kai forme (koja nije nakošena) kineskih karaktera korišćenih u man'joogani i potpuno stilizovane moderne hiragane.

## Katakana
U njenoj modernoj, stilizovanoj formi, katakana je sistem od 48 slogova - pisanih jedinica za ispisivanje pozajmljenica koje nisu kineskog porekla, onomatopeje, naglašenih reči, i naziva flore i faune. Kata u katakani znači „nepotpun“, „delimičan“ i „izdeljen“. Takvog je naziva jer je većina katakane deo a ne potpuni kineski karakter.
U svojim ranijim fazama katakana se koristila kao pomoćno sredstvo za izgovaranje budističkih tekstova pisanih na kineskom. Zatim su se pojavili japanski tekstovi poput Todaiđi fuđumon kooa (rani 9. vek), napisan mešavinom kineskih karaktera i katakane. Ovaj sistem pisma se naziva kanamađiri bun (rečenice koje mešaju kanu i karaktere). Do sredine 10. veka , zbirke japanske vaka poezije poput Gosen Vakašua (955—966.) počele su se pisati katakanom i do kraja 12. veka zbirke narodnih pripovedaka kao što je Konđaku Monogatari su pisane mešavinom kineskih karaktera i katakane. Na ovaj način, korišćenje katakane se širilo od budističko-kineskih tekstova do tekstova japanske poezije pa onda i do japanskih proznih tekstova.

Među najranijim postojećim primerima katakane su oni nađeni u kopiji Đođicurona koja datira iz 828. godine, budističkog teksta na kineskom, gde se koristi kao pomoć pri izgovoru. U početku, kao i u slučaju man'joogane, postojalo je više od jednog znaka katakane koji se mogao koristiti za pisanje bilo kog pojedinačnog sloga, ali do Muromaći perioda (1333—1568.) postepeno je uspostavljen jedan za jedan odnos između katakane i slogova japanskog jezika (oblik koji se trenutno koristi je ustanovljen početkom 20. veka). Prethodno korišćene varijante katakana simbola koje se razlikuju od ustanovljenih formi nazivaju se itai-gana (varijantna katakana) ili kotai-gana (stara katakana).

## Hiragana
U svojoj modernoj, standardnoj formi hiragana je sistem od 48 slogovnih pisanih jedinica za pisanje domaćih japanskih reči kao i pozajmljenica iz kineskog jezika koje ne mogu biti napisane sa 1945 karaktera zvanično prihvaćenih za opštu upotrebu. Hira znači „obično korišćen“, „lak“, „zaobljen“ pa je hiragana tim imenom nazvana jer se slova smatraju zaobljenim i lakim u poređenju sa potpunim formama prvih kineskih karaktera. Hiragana je pojednostavlja i stilizovanija verzija soogane ili nakošene forme man’joogane. U svojim ranim oblicima hiragana je korišćena od strane žena dok su neuprošćene karaktere koristili muškarci pa je zbog toga najranija hiragana nosila naziv onnade (ženska ruka).

Već 762. godine pojavila su se slova nalik hiragani ali je u Heian periodu onnade počeo naširoko da se pojavljuje. Tokom ranog Heian perioda, veoma učestali članovi iz celokupne soogane su izabrani i blizak jedan za jedan odnos između izvučene grupe hiragana pisma i slogova japanskog jezika je uspostavljen. Do kraja 9. veka, onnade je prestao da bude sistem isključivo korišćen od strane žena i postao je prihvaćeno ortografsko sredstvo za zapisivanje poezije. Kada je carska poetska zbirka Kokin vakašuu napisana onnaideom, hiragana je pridobila potpun status kao zvanično priznat sistem.

Kako su umetnost i poetske kompozicije postajale sve složenije, rani jedan za jedan odnos je izgubljen i (kao u slučaju man'joogane) više od jednog znaka hiragane je koriščeno za jedan slog. Sve do 1900. godine početni princip hiragane, jedan za jedan, nije povraćen. Godine 1946. kana simboli za „wi“ i „we“ su uklonjeni sa liste. Kana za i i e ih prikladno predstavlja pošto je japanski izgovor prestao da razlikuje wi od i, i we od e već tokom 14. veka). Prethodno korišćene varijante hiragane nazivaju se hentai-gana.

## Literatura
- JAMASAKI-Vukelić, Hiroši: Japansko-srpski, srpsko-japanski rečnik : sa kratkom gramatikom japanskog jezika / Hiroši Jamasaki-Vukelić. - 2. izd. - Beograd : Zavod za udžbenike, 2008 .

## Spoljašnje veze
- Real Kana Program za vežbanje hiragane i katakane.
- Poreklo hiragane
- Poreklo katakane
- Kana web translator - Transliteracija kane u romađi
- Kana Copybook (PDF)
- KanaQuest Sajt za učenje karaktera.